# Correggio Micheli
Correggio Micheli è una frazione del comune di Bagnolo San Vito, della provincia di Mantova, che conta poco più di duecento abitanti.

## Geografia fisica
È un borgo situato tra le rive del Po e del Mincio e in parte è compreso nella riserva naturale del Parco del Mincio. Il territorio totalmente pianeggiante è racchiuso a sud e a nord-est dagli argini del Po (via Argine Po e via Po Barna) e del Mincio (via Bevilacqua), i due argini si congiungono formando un cuneo (via Po Barna) in cui è racchiuso quasi totalmente il territorio della frazione.

## Storia
Il territorio di Correggio Micheli faceva parte del sistema difensivo della Mantova medioevale; esso copriva l'angolo sud-est del cosiddetto "Serraglio". A quel tempo la frazione era conosciuta con il nome di Corregiolo.
Durante la seconda guerra mondiale subì ripetuti bombardamenti volti alla distruzione dell'allora strategico ponte sul fiume Po su cui passa l'ex strada statale Romana che collegava le due rive da San Benedetto Po a Bagnolo San Vito. Nel sottosuolo vi sono ancora parecchi ordigni inesplosi. Il 23 aprile 1945 le truppe alleate incominciarono a cannoneggiare l'abitato e il circondario in vista dell'attraversamento del Po. Il temerario intervento di tre abitanti della frazione, Giuseppe Cavicchini (detto Magio), Marco Buzzi (detto Ciupìn) e Albino Cavicchini (chiamato in seguito " il Caccia" per i bombardieri fermati), evitò ulteriori danni al paese: essi, a bordo di una barca, attraversato il fiume, portarono la notizia della ritirata dei tedeschi fermando l'offensiva dell'artiglieria alleata. A ricordo dell'evento una delle vie della frazione è stata nominata "via 23 aprile". Da quell'anno la festa della liberazione (25 aprile) è divenuta anche la festa tradizionale del borgo in cui si festeggia lo scampato pericolo nel 1945.
Il 21 novembre 1958 a Correggio Micheli un incidente aereo coinvolgeva due F-84F del 21ºGruppo della 51ª Aerobrigata di Treviso Istrana. I due piloti, il tenente Mimmo Malavenda e il sergente Patrizio Basso, riuscirono a deviare l'impatto in aperta campagna evitando i centri abitati, ma perdendo la vita.

## Monumenti e luoghi d'interesse
- Torre Matildica, XI-XII secolo.[5]
- Sul luogo in cui gli alleati attraversarono il Po, in via Po Barna, lungo l'argine maestro, sorge un cippo commemorativo presso cui ogni 25 aprile si celebra l'anniversario della liberazione.
- Presso via Organo un ceppo sagomato come un timone di F-104 commemora l'incidente aereo e i protagonisti dell'estremo eroico atto del 21 novembre 1958.